# Saint John's (Antigua e Barbuda)
Saint John's è la capitale e città più popolosa di Antigua e Barbuda, uno stato situato nella parte orientale del Mar dei Caraibi e facente parte delle Piccole Antille. È il capoluogo della parrocchia di Saint John.
Saint John's ha una popolazione di circa 44 000 abitanti (stima del 2007), è situata a nord-ovest dell'isola di Antigua nella parte più interna di un'ampia baia protetta ed è il principale centro economico della nazione nonché il porto principale dell'isola di Antigua.
La città è capoluogo amministrativo fin dalla prima colonizzazione dell'isola avvenuta nel 1632 e diventò sede del governo quando lo stato ottenne l'indipendenza nel 1981.
La città dispone di un aeroporto internazionale (Aeroporto V.C. Bird International) dove ha sede la compagnia aerea Leeward Islands Air Transport.

## Geografia

### Clima
Secondo la classificazione climatica di Köppen, il clima di Saint John's è di tipo tropicale della savana. La citta è caratterizzata da un clima estivo tutto l'anno, con giornate calde e notti tiepide. Le precipitazioni sono più intense nei mesi da settembre a novembre a causa dell'attività degli uragani. Il 12 agosto 1995 è stata registrata una temperatura di 34,9°C, la temperatura più alta mai registrata ad Antigua e Barbuda.
| Aeroporto di St. John's | Mesi | Mesi | Mesi | Mesi | Mesi | Mesi | Mesi | Mesi | Mesi  | Mesi  | Mesi  | Mesi | Stagioni | Stagioni | Stagioni | Stagioni | Anno    |
| Aeroporto di St. John's | Gen  | Feb  | Mar  | Apr  | Mag  | Giu  | Lug  | Ago  | Set   | Ott   | Nov   | Dic  | Inv      | Pri      | Est      | Aut      | Anno    |
| ----------------------- | ---- | ---- | ---- | ---- | ---- | ---- | ---- | ---- | ----- | ----- | ----- | ---- | -------- | -------- | -------- | -------- | ------- |
| T. max. media (°C)      | 28,3 | 28,4 | 28,8 | 29,4 | 30,2 | 30,6 | 30,9 | 31,2 | 31,1  | 30,6  | 29,8  | 28,8 | 28,5     | 29,5     | 30,9     | 30,5     | 29,8    |
| T. min. media (°C)      | 22,4 | 22,2 | 22,7 | 23,4 | 24,5 | 25,3 | 25,3 | 25,5 | 25,0  | 24,4  | 23,9  | 23,0 | 22,5     | 23,5     | 25,4     | 24,4     | 24,0    |
| T. max. assoluta (°C)   | 31,2 | 31,8 | 32,9 | 32,7 | 34,1 | 32,9 | 33,5 | 34,9 | 34,3  | 34,1  | 32,6  | 31,5 | 31,8     | 34,1     | 34,9     | 34,3     | 34,9    |
| T. min. assoluta (°C)   | 15,5 | 16,6 | 17,0 | 16,6 | 17,8 | 19,7 | 20,6 | 19,3 | 20,0  | 20,0  | 17,7  | 16,1 | 15,5     | 16,6     | 19,3     | 17,7     | 15,5    |
| Precipitazioni (mm)     | 56,6 | 44,9 | 46,0 | 72,0 | 89,6 | 62,0 | 86,5 | 99,4 | 131,6 | 142,2 | 135,1 | 83,4 | 184,9    | 207,6    | 247,9    | 408,9    | 1 049,3 |
| Giorni di pioggia       | 11,1 | 8,7  | 7,3  | 7,2  | 8,6  | 8,3  | 11,8 | 12,7 | 12,0  | 12,9  | 12,4  | 12,1 | 31,9     | 23,1     | 32,8     | 37,3     | 125,1   |

## Monumenti
- La cattedrale anglicana di St. John the Divine risalente al 1683, un terremoto la distrusse e la costruzione dell'edificio attuale iniziò nel 1843.
- La Old Court House, costruita nel 1747 che attualmente ospita il Museo di Antigua e Barbuda con un'ampia collezione di manufatti Arawak, la popolazione nativa delle Antille.